# 게오르크 폰 발더제
게오르크 폰 발더제는 독일 제국군의 군인이다. 파울 폰 힌덴부르크가 8군의 사령관이 되기 이전, 8군의 참모장이었다.

## 생애
게오르크 폰 발더제는 게오르크 폰 발더제의 아들로 테어났다. 그의 아버지는 프로이센-프랑스 전쟁에서 전사하였다. 게오르크 폰 발더제는 1880년 독일 제국군에 입대하여 계속된 진급을 통해 대령이 되었다. 발더제는 수석 참모장교 중 한명이 되었다. 제1차 세계 대전이 발발하였을 당시에도 그랬으며, 전쟁을 원하던 사람은 아니었다. 발더제는 제1차 세계 대전이 발발하자 8군의 참모장으로 동부전선에 배치되었으나, 계속된 후퇴로 인해 에리히 루덴도르프로 교체되고 말았다. 이후 발더제는 세바스토폴의 총독이 되었다. 이후 중장으로 진급하였다. 1934년 바이마르 공화국에서 사망하였다.

## 자료
1. ↑  “Georg Graf von Waldersee”. 2022년 1월 14일에 확인함.

| 전임 (신설) | 제1대 제8군 (독일 제국) 참모장 1914년 8월 2일 ~ 1914년 8월 22일 | 후임 소장 에리히 루덴도르프 |